# KNDS France
KNDS France s.a.i., nota in precedenza come GIAT, GIAT Industries e poi Nexter, è un'azienda statale francese attiva nel settore della difesa e parte del gruppo franco-tedesco-olandese KNDS. Produce tra gli altri l'autoblindo leggero VBMR, i veicoli trasporto truppe Aravis e Titus, il veicolo blindato da combattimento VBCI ed il semovente CAESAR.

## Storia
Nel 1971 il Ministero della difesa francese optò per la creazione di un raggruppamento di diverse imprese di proprietà statale attive nel settore della difesa, creando il Groupement Industriel de l'Armement Terrestre (GIAT). Nel 1990 il GIAT fu trasformato in società anonima col nome di GIAT Industries S.A.
Nel 2006 GIAT Industries è stata ribattezzata in Nexter, società che nel 2015 ha dato vita al gruppo KMW+Nexter Defense Systems (KNDS) insieme alla tedesca Krauss-Maffei Wegmann (KMW).
Il gruppo è presente nei siti di Roanne, Versailles/Satory, Tulle, Bourges, La Chapelle Saint-Ursin, Saint Chamond, Saint-Étienne, Rennes e Tarbes.

## Organizzazione
pôle Systèmes
- Nexter Systems
- Nexter Training
- CTA International (con BAE Systems 50%)

pôle Munitions
- Nexter Munitions

pôle Équipements
- Nexter Electronics
- Nexter Mechanics
- NBC-Sys
- Euro-Shelter
- Optsys

### Presidenti o Direttori generali
- Pierre Chiquet : 1989 - 1995
- Jacques Loppion : 1995 - ottobre 2001
- Luc Vigneron:  ottobre 2001 - marzo 2009
- Philippe Burtin: giugno 2009 - in carica

## Prodotti
L'azienda ha prodotto, e produce una vasta gamma di equipaggiamenti militari destinati soprattutto all'esercito francese.
Armi e veicoli a supporto della fanteria
- Componenti per granate a frammentazione;
- Il fucile d'assalto FAMAS (fuori produzione - programma di modernizzazione nel programma Feline);
- Il fucile da cecchino FR-F2 (fuori produzione);
- Anticarro lanciarazzi APIL (fuori produzione);
- AMX 10P valorisé;
- VBCI – Véhicule Blindé de Combat d'Infanterie;
- Leclerc;
- AMX 10RC rénové e derivati (fuori produzione);
- Système de déminage d'assaut modulaire
- FAMAS Valorisé
- VBCI
- EBRC Jaguar
- Titus
- VBMR Griffon
- Aravis
- Titus

Artiglieria
- CAESAR
- LG1 Mark II
- 155 AUF1 TA
- Lanciarazzi anticarro ANVIL
- Sistema di sminamento Demetra e Dedale;
  - Settore aeronautico
  - Canon 30M 550
  - Canon 30 M 791
  - THL 20
  - THL 30
  - POD NC 621
  - SH20
  - Settore terrestre
  - Kit basique de contre-mesures pour blindés
  - Kit de furtivité multispectral pour blindés
  - CP 20/30
  - Revalorisation tourelles
  - Revalorisation blindés Protection
  - Settore navale
  - 15A - 15B
  - NARWHAL

Munizioni
- munizioni da carro
  - Munitions de char de 120 mm
  - POLYNEGE
  - Munitions de char de 105 mm
  - Munitions de char de 90 mm
- munizioni d'artiglieria
  - LU 211
  - BONUS
  - SPACIDO
  - IMPAQT, munition à précision métrique
  - Charges modulaires
  - Munitions d'artillerie de 105 mm
  - Munitions 100 mm Marine
- munizioni di medio calibro
  - Munitions de 40 mm CTAI
  - Munitions de moyen calibre de 30 mm
  - Munitions de moyen calibre de 25 mm
  - Munitions de moyen calibre de 20 mm
- componenti di missili